# Bò Pajuna
Bò Pajuna là một giống bò Tây Ban Nha hiếm, có nguồn gốc từ Andalusia, giống như loài bò rừng châu Âu đã tuyệt chủng, tổ tiên hoang dã của bò, trong một số tính năng nhất định.

## Phạm vi và sử dụng
Loài bò nguyên thủy này được bảo vệ đặc biệt trong danh mục giống bò Tây Ban Nha chính thức, vì số lượng đã giảm nhanh chóng trong những năm 1980 và 1990. Chất lượng thịt của chúng cũng có giá trị, nhưng theo truyền thống, bò Pajuna đã được sử dụng làm động vật kéo cày, trợ giúp công việc đồng áng. and indeed some bulls have a saddle that looks very similar to depictions of north African aurochs.
Giống như các giống bò khỏe mạnh khác, Pajuna thích nghi với điều kiện khắc nghiệt, đặc biệt là ở các vùng núi lạnh. Chúng chỉ cần cho ăn bổ sung khi thời tiết khắc nghiệt khi không thể chăn thả được. Bởi vì tính chất khỏe mạnh của chúng, thân hình tương đồng với bò rừng châu Âu và màu sắc hoang dã, Pajuna được sử dụng bởi tổ chức Hà Lan Stichting Taurus trong dự án TaurOs, để lấp đầy vùng sinh thái từng bị chiếm đóng bởi những con bò rừng châu Âu. Cùng với các giống khác như bò Sayaguesa, Maremmana primitivo, bò Tudanca hoặc bò Limia, dự án này được tạo lập với mục đích nhằm tạo ra một loại bò tương tự như các loại bò rừng châu Âu trong kiểu hình, sinh thái và kiểu gen càng chặt chẽ càng tốt.